# Sandra Schleret
Sandra Schleret (* 26. června 1976 Innsbruck) je hlavní zpěvačka německé hudební skupiny Siegfried a po smrti Sabine Dünser také skupiny Elis. Byla také zpěvačkou rakouské skupiny Dreams of Sanity.